# Raczyce (gromada w powiecie buskim)
Raczyce – dawna gromada, czyli najmniejsza jednostka podziału terytorialnego Polskiej Rzeczypospolitej Ludowej w latach 1954–1972.
Gromady, z gromadzkimi radami narodowymi (GRN) jako organami władzy najniższego stopnia na wsi, funkcjonowały od reformy reorganizującej administrację wiejską przeprowadzonej jesienią 1954 do momentu ich zniesienia z dniem 1 stycznia 1973, tym samym wypierając organizację gminną w latach 1954–1972.
Gromadę Raczyce z siedzibą GRN we Raczycach utworzono – jako jedną z 8759 gromad na obszarze Polski – w powiecie buskim w woj. kieleckim, na mocy uchwały nr 13a/54 WRN w Kielcach z dnia 29 września 1954. W skład jednostki weszły obszary dotychczasowych gromad Raczyce, Janowice, Januszowice, Maciejowice, Skadla, Ruda, Wólka Bosowska i Zagrody oraz wieś Wola Zofiowska z dotychczasowej gromady Zofiówka ze zniesionej gminy Grabki w tymże powiecie. Dla gromady ustalono 21 członków gromadzkiej rady narodowej.
1 stycznia 1956 gromada weszła w skład nowo utworzonego powiatu chmielnickiego w tymże województwie.
31 grudnia 1961 do gromady Raczyce przyłączono wsie Grabki Małe, Pożdżeń, Jarząbki, Wiktorów i Zofiówka oraz osadę młyńską Pożdżeń ze zniesionej gromady Grabki w tymże powiecie, po czym – w związku ze zlikwidowaniem powiatu chmielnickiego tegoż dnia – gromadę Raczyce włączono z powrotem do powiatu buskiego w tymże województwie.
Gromada przetrwała do końca 1972 roku, czyli do kolejnej reformy gminnej.